# Laryssa Henijusch

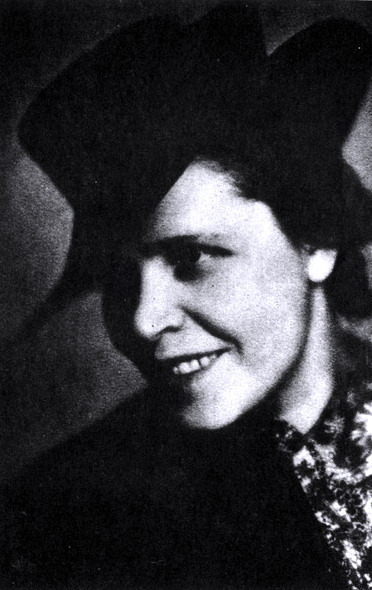
Laryssa Henijusch

Laryssa Antonauna Henijusch (belarussisch Ларыса Антонаўна Геніюш; * 9. August 1910 in Schlobauzy, heute Hrodsenskaja Woblasz; † 7. April 1983 in Selwa, Hrodsenskaja Woblasz) war eine belarussische Dichterin und Schriftstellerin.

## Leben
Laryssa war eine geborene Miklaschewitsch. Nachdem ihre Familie auf der Flucht vor den Wirren des Ersten Weltkriegs ihren Heimatort verlassen musste, kehrte sie erst 1919 dorthin zurück. Im Jahre 1928 beendete Laryssa das polnische Gymnasium in Waukawysk. 1937 zog sie zu ihrem Mann Janka Henijusch (1902–1979) nach Prag, der bereits dort lebte und an der Prager Universität Medizin studierte.
Sie nahm aktiv am Leben der belarussischen Emigration teil, vor allem arbeitete sie für die Exil-Regierung der zu jener Zeit de facto nicht mehr existenten unabhängigen Weißrussischen Volksrepublik belarussisch Беларуская Народная Рэспубліка (BNR). Die BNR hatte im Jahre 1918 etwa ein halbes Jahr lang existiert. Nach der Novemberrevolution in Deutschland wurde der unabhängige Staat von der Roten Armee besetzt und schließlich im Ergebnis des polnisch-russischen Krieges aufgeteilt. Dabei kam der westliche Teil des Landes zu Polen, während der östliche Teil zur Weißrussischen Sowjetrepublik wurde. Die Exilregierung hatte zunächst von Litauen aus weiter gewirkt und war später nach Prag umgezogen, wo auch Laryssa Henijusch sich ihr anschloss.
Während der deutschen Besatzung Prags erschienen erste Gedichte Henijuschs in verschiedenen belarussischen Emigrantenzeitungen, so zum Beispiel in der in Berlin erscheinenden Zeitung Ranica (dt.: Der Morgen). Im Juli 1941 stellte Henijusch als Mitglied des Weißruthenischen Selbsthilfekomitees einer jüdischen Familie Wolfsohn ein Dokument aus, welches sie als orthodoxe Belarussen ausgab, obwohl allen Komiteemitgliedern bewusst war, dass es sich bei ihnen um Juden handelte. Aus diesem Grund konnte die Familie Wolfsohn den Zweiten Weltkrieg überleben. Im Jahre 1942 erschien ihr erster Gedichtband Ад родных ніў (dt.: Von heimatlichen Fluren). In jenen Jahren war sie insbesondere damit betraut, das Archiv der BNR, das seinerzeit mit der Exilregierung ins Ausland gelangt war, zu sichten, zu ordnen und später vor dem Zugriff zunächst deutscher Geheimdienste, nach dem Krieg auch vor dem des sowjetischen Geheimdienstes zu entziehen.
Im März 1948 wurden Laryssa Henijusch und ihr Mann von Agenten des Ministeriums für Staatssicherheit der UdSSR in Prag verhaftet und nach Minsk überführt, wo sie im Februar 1949 vom Obersten Gericht der BSSR zu 25 Jahren Lagerhaft in der Republik Komi verurteilt wurden. Im Jahre 1956, drei Jahre nach Stalins Tod, wurde die Verurteilung zwar vom Präsidium des Obersten Sowjets der UdSSR bestätigt, das Strafmaß aber auf 8 Jahre verkürzt, sodass die Henijuschs noch im selben Jahr aus der Lagerhaft entlassen wurden und in ihre Heimat zurückkehrten. Dort lebte Laryssa Henijusch bis zu ihrem Tod in dem kleinen Ort Selwa nahe Hrodna. Sie weigerte sich zeitlebens standhaft, die sowjetische Staatsangehörigkeit anzunehmen.
Ab 1963 konnten immer wieder Gedichtbände von ihr erscheinen, oft jedoch durch die staatliche Zensur stark gekürzt. Daneben schrieb Henijusch poetische Märchen für Kinder. Veröffentlicht sind auch ihre Briefe.
1990 erschienen erstmals ihre Lebenserinnerungen unter dem Titel Споведзь (dt.: Beichte). In diesem Buch, dessen Manuskript sie kurz vor ihrem Tode einem Vertrauten überlassen hatte, der es erst während der Zeit der  Perestrojka zur Veröffentlichung freigab, beschreibt Henijusch ihre Kindheit, die für Belarussen schwierigen Jahre in der Zwischenkriegszeit in Polen, die Zeit in Prag vor und während des Krieges und vor allem auch das Martyrium der Lagerhaft. Das Buch gilt in Belarus als eines der wichtigsten historischen Zeugnisse des 20. Jahrhunderts.

## Rehabilitierung
1999, sechs Jahre nach ihrem Tod beantragte das Belarussische Helsinki-Komitee die posthume Rehabilitierung von Laryssa Henijusch. Der Oberste Gerichtshof des Landes lehnte in seinem Antwortschreiben den Antrag ab und erklärte, dass sie nicht rehabilitiert werden könne. Eine Begründung wurde jedoch nicht angeführt; wie es von anderer Stelle hieß, dürfe eine solche nur der Betroffenen selbst mitgeteilt werden.